# Peter Wohlleben
Peter Wohlleben (Bonn, 3 de junio de 1964; pronunciación en alemán: /ˈvoːlˌleːbn̩/) es un silvicultor alemán, guardabosques retirado, reconocido por su divulgación acerca de la vida de los árboles y otras plantas, el ecosistema del bosque y la conservación ambiental. Su activismo se centra principalmente en la incorporación de prácticas de manejo forestal respetuoso con el medio ambiente y sostenible.
Su obra más notable es el libro La vida secreta de los árboles (Das geheime Leben der Bäume), best-seller del año 2015, que recoge su experiencia como vigilante de un bosque de Renania.

## Biografía
Se graduó por la Escuela Forestal de Rotemburgo del Néckar e inició su carrera como guardabosques público del Gobierno de Renania-Palatinado en 1987. A medida que se familiarizó con los bosques que estaba supervisando, se desilusionó por el enfoque «antropocentrista» del oficio de guardabosques, que incluía daños al bosque en forma de tala indiscriminada o el uso de insecticidas. Ello le motivó a divulgar todo lo que aprendió sobre los árboles tras tantos años cuidando del bosque.
Wohlleben gestiona profesionalmente un bosque de hayas en nombre del municipio de Hümmel, Alemania. Ofrece recorridos por el bosque con regularidad en su academia forestal.

### Literatura

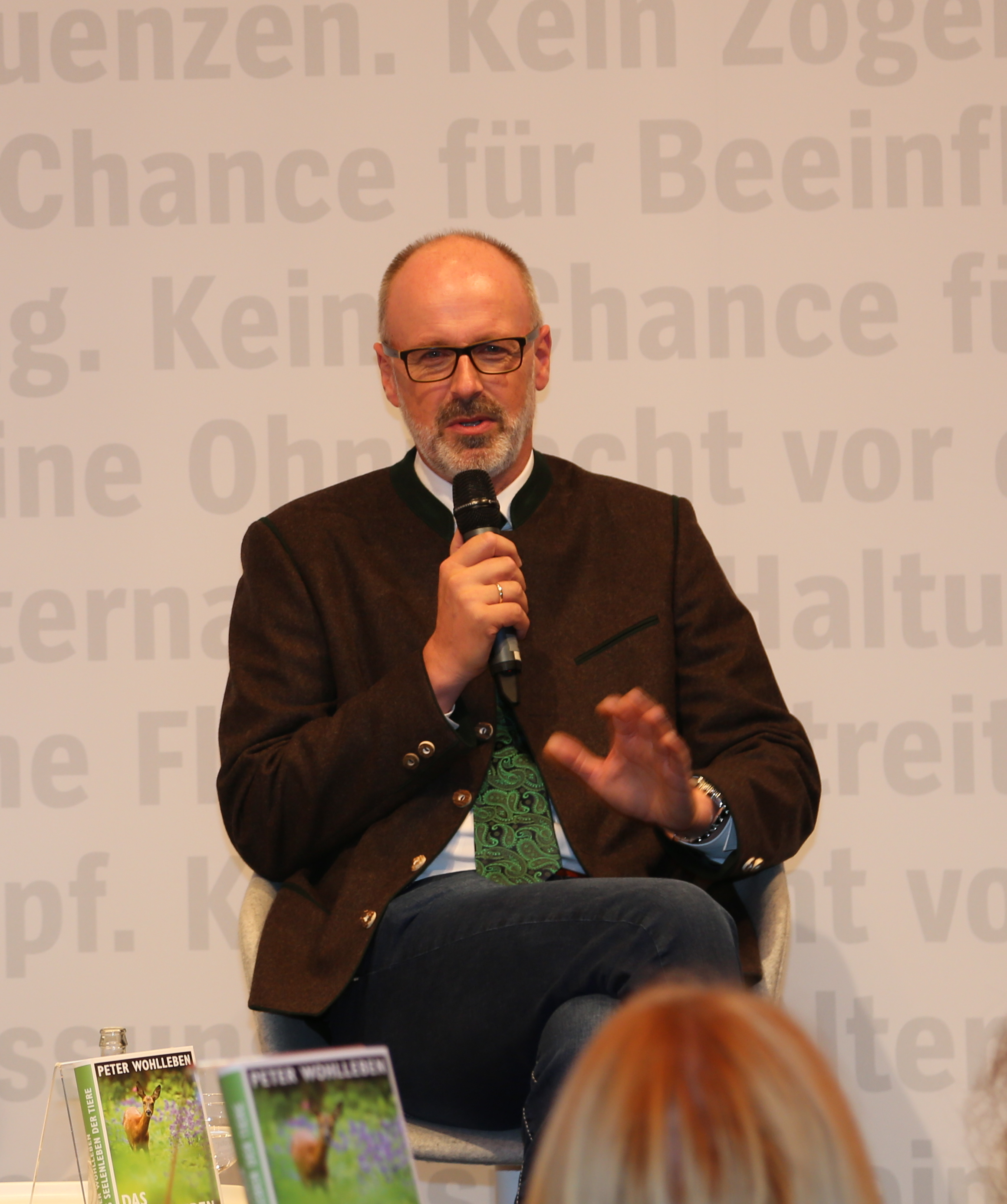
Wohlleben en la Feria del Libro de Frankfurt, 2016, presentando Das Seelenleben der Tiere.

Wohlleben comenzó a publicar libros que popularizaron la investigación científica sobre ecología y gestión forestal en 2007. Tras la publicación de su libro Das geheime Leben der Bäume por la editorial Ludwig Random House, los periódicos locales y nacionales de hicieron eco de la actividad de Wohlleben, entre las cuales diversos artículos de opinión escépticos en la prensa empresarial. El libro apareció en una historia de portada en Der Spiegel y apareció en la lista de superventas de Spiegel. 
Su libro de 2015 Das geheime Leben der Bäume ha sido traducido a varios idiomas, entre ellos el español La vida secreta de los árboles, subtitulado como «Descubre su mundo oculto: qué sienten, qué comunican», en el cual presenta a los lectores un mundo ignorado por los humanos: la comunicación entre árboles y el denominado Wood-Wide Web, a través del cual se intercambian nutrientes y señales entre plantas. La versión en castellano fue publicada un año después por la Editorial Obelisco (trad. M. Gutiérrez Manuel).
En 2016 publicó Das Seelenleben der Tiere, en español «La vida secreta de los animales» (Ed. Obelisco, 2017), subtitulada como «amor, duelo, compasión: asombrosas miradas a un mundo oculto».  En octubre de 2019, Peter Wohlleben publicó su primer libro infantil: Escucha hablar a los árboles, es una edición para niños de La vida secreta de los árboles.

### Documental
Wohlleben protagoniza el documental Intelligent Trees (2016) dirigido por Julia Dordel sobre los árboles y el comportamiento del bosque, en el cual aparece junto a Suzanne Simard, profesora de ecología forestal en la Universidad de Columbia Británica, que ha estado investigando las interacciones entre árboles a través de redes de micorrizas desde 1997. En 2020 Peter apareció en un segundo documental, La vida secreta de los árboles, basado en el libro homónimo y dirigido por Jörg Adolph, en el cual se plantean temas como el conservacionismo frente a la idea de progreso, y la salud de los árboles y bosques dañada por la acción humana.